# Emmanuel Templeux
Emmanuel Templeux, né le 13 juillet 1871 à Arbois (France), où il est mort le 10 avril 1957, est un peintre français.

## Biographie
Emmanuel Templeux a été professeur de dessin à Arbois et membre de la commission de la bibliothèque municipale.
- 1914 -1919 : auxiliaire de guerre (il était père de 3 enfants), professeur de dessin remplaçant au collège Pasteur, conservateur du musée d'Arbois. membre de la Société d'émulation du Jura.
- 1921 : fondateur de l'Office du Tourisme d'Arbois. En 1933, il en sera le président.
- Octobre 1934 : inauguration de la Maison d'art Sarret de Grozon à  Arbois dont il sera le conservateur jusqu'à sa mort.
- De 1934 à 1950 : participation au Salon annuel des Annonciades à Pontarlier,.
-1939-1945 : à nouveau auxiliaire de guerre.
Il illustra régulièrement les revues régionales comme Le Pays comtois où il faisait la promotion des artistes régionaux.

## Style
La peinture de Templeux est influencée par celles de Gustave Courbet et d’Auguste Pointelin dont il se disait le disciple : il adopte la technique du couteau à palette de Courbet et, comme Pointelin, il est inspiré par les paysages "nature" des plateaux jurassiens. Il se différencie toutefois de ses maîtres par la clarté de sa palette et sa prédilection pour les "paysages de lacs et les espaces dégagés ouvrant sur des ciels en mouvement" .

## Collections publiques
- Autoportrait[5], musée Sarret de Grozon
- Bataille de Dournon 1492[6], musée Max Claudet, Salins-les-Bains
- En hiver dans le Haut-Jura[7], musée de la Lunette, Morez
- La mer de glace, huile sur bois, 54 x 73 cm, Gray (Haute-Saône), musée Baron-Martin